# تبادل البيانات
تبادل البيانات هي عملية أخذ البيانات المنظمة ضمن مخطط المصدر وتحويلها إلى مخطط الهدف، بحيث تكون البيانات الهدف تمثيلاً دقيقاً لبيانات المصدر. من خلال هذه العملية يممكننا تبادل البيانات بين برامج الكمبيوتر المختلفة. يستخدم تبادل البيانات في العديد من المهام التي تتطلب نقل البيانات بين التطبيقات الموجودة والتي أنشئت بشكل مستقل.
هناك تشابه بين مفهوم تكامل البيانات (تكامل المعطيات) وتبادل البيانات باستثناء أنه في الحقيقة تتم إعادة هيكلة البيانات (مع احتمال فقد المحتوى) في تبادل البيانات.

## تبادل البيانات على نطاق واحد
في بعض الحالات، قد توجد العديد من مخططات المصدر والهدف المختلفة (تنسيقات البيانات الخاصة). غالبا ما يطور «تنسيق التبادل» أو «التبادل» لنطاق واحد، ثم تتم كتابة الإجراءات الضرورية (التعيينات) لتحويل/ترجمة كل مخطط مصدر (بشكل غير مباشر) إلى كل مخطط هدف باستخدام تنسيق التبادل كخطوة وسيطة.يقتضي  ذلك جهدا أقل بكثير من كتابة وتصحيح مئات الإجراءات المختلفة التي سيكون مطلوبًا فيها ترجمة كل مخطط مصدر مباشرة إلى كل مخطط هدف.
تتضمن أمثلة تنسيقات التبادل التحويلي هذه ما يلي:
- تنسيق التبادل القياسي للبيانات الجغرافية المكانية (جيومكانيَّة)؛[3]
- تنسيق تبادل البيانات لبيانات جدول المعطيات؛[4]
- فتح تنسيق المستند لجداول البيانات والمخططات والعروض التقديمية ومستندات معالجة النصوص؛[5]
- تنسيق لغة تعليم كي هول لوصف بيانات نظام التموضع العالمي؛[6][7]
- جي دي سي إل أل لتخطيط الدوائر المتكاملة.[8]

## لغات تبادل البيانات

مثال على تبادل البيانات

لغة/تنسيق تبادل البيانات (أو التبادل) هي لغة مستقلة عن المجال.
تساعد لغات تبادل البيانات التطبيقات في نقل وتفسير البيانات لبعضها البعض. أظهر التطبيق العلمي أن نوع خاص من اللغات الرسمية مناسبة أكثر لهذا الغرض من أنواع لغات أخرى، حيث أن مواصفاتها مدفوعة بمنهجية رسمية عوضًا عن تطبيق برامج خاصة. على سبيل المثال لغة التوصيف القابلة للتوسعة هي لغة ترميزية مصممة لتمكين خلق لغات محلية (تعريف اللغات الفرعية الخاصة بالمجال).

### لغة التوصيف القابلة للتوسعة
هناك العديد من الأسباب التي تجعل لغة التوصيف القابلة للتوسعة شائعة جدًا في تبادل البيانات على شبكة الويب العالمية. أهم هذه الأسباب ارتباطها ارتباطًا وثيقًا بالمعايير الحالية القياسية لغة الترميز القياسي العام ولغة توصيف النص الفائق، و على هذا النحو يمكن توسيع المحلل اللغوي المكتوب لدعم هاتين اللغتين بسهولة لدعم لغة التوصيف القابلة للتوسعة أيضًا. على سبيل المثال، عرف النص الفائق القابلة للتوسع على أنه ملف تنسيق لغة التوصيف القابلة للتوسعة، ولكن يفهمها بشكل صحيح معظم محللي لغة توصيف النص الفائق (إن لم يكن جميعهم).

### يامل
يامل هي لغة صممت لتكون قابلة للقراءة للإنسان (وعلى هذا النحو يكون من السهل تحريرها باستخدام أي محرر نصوص قياسي). وفقًا لإضافة يامل 1.2 أي مستند جسون مقبول هو أيضًا مقبول لليامل؛ لكن العكس ليس صحيحًا.

### ريبول
ريبول هي لغة صممت لتكون قابلة للقراءة وسهلة التحرير باستخدام أي محرر نصوص قياسي تم تصميم ريبول لتسهيل الاتصال بين أجهزة الكمبيوتر، أو بين الأشخاص وأجهزة الكمبيوتر. و يتم ذلك، من خلال استخدام صيغة حرة بسيطة مع حد أدنى من علامات الترقيم ومجموعة كبيرة من أنواع البيانات. أنواع بيانات ريبول مثل عناوين محدد موقع الموارد الموحد ورسائل البريد الإلكتروني وقيم التاريخ والوقت والسلاسل والعلامات. استخدمت ريبول مصدر أساسي لـ جسون.

### لغة الهندسة العامة
لغة الهندسة العامة هي مجموعة فرعية رسمية من اللغة الإنجليزية، والتي تتضمن قواعد بسيطة وقاموس إنجليزي كبير قابل للتوسيع و هي تحدد المفردات العامة والمفردات الخاصة بالمجال (مصطلحات للمفاهيم)، ويتم تنظيم المفاهيم في تسلسل هرمي من النوع الفرعي (تصنيف)، والذي يسمح بتوريث المعرفة والمتطلبات. يتضمن تصنيف القاموس أيضًا أنواع حقائق معيارية . يمكن استخدام المصطلحات وأنواع العلاقات معًا لإنشاء وتفسير تعبيرات عن الحقائق و المعرفة و المتطلبات و المعلومات الأخرى. يمكن استخدام لغة الهندسة العامة مع لغة الاستعلامات المهيكلة ولغة التوصيف القابلة للتوسعة وأولسن والعديد من اللغات الوصفية الأخرى. معيار لغة الهندسة العامة هو مزيج من أيزو 10303-221 (AP221) وأيزو 15926.